# Rarwino (Białogard)
Pour les articles homonymes, voir Rarwino.
Rarwino est une localité polonaise de la gmina rurale et du powiat de Białogard en voïvodie de Poméranie-Occidentale. Elle se trouve à environ à 110 km au nord-est de Szczecin, la capitale régionale. 

## Géographie

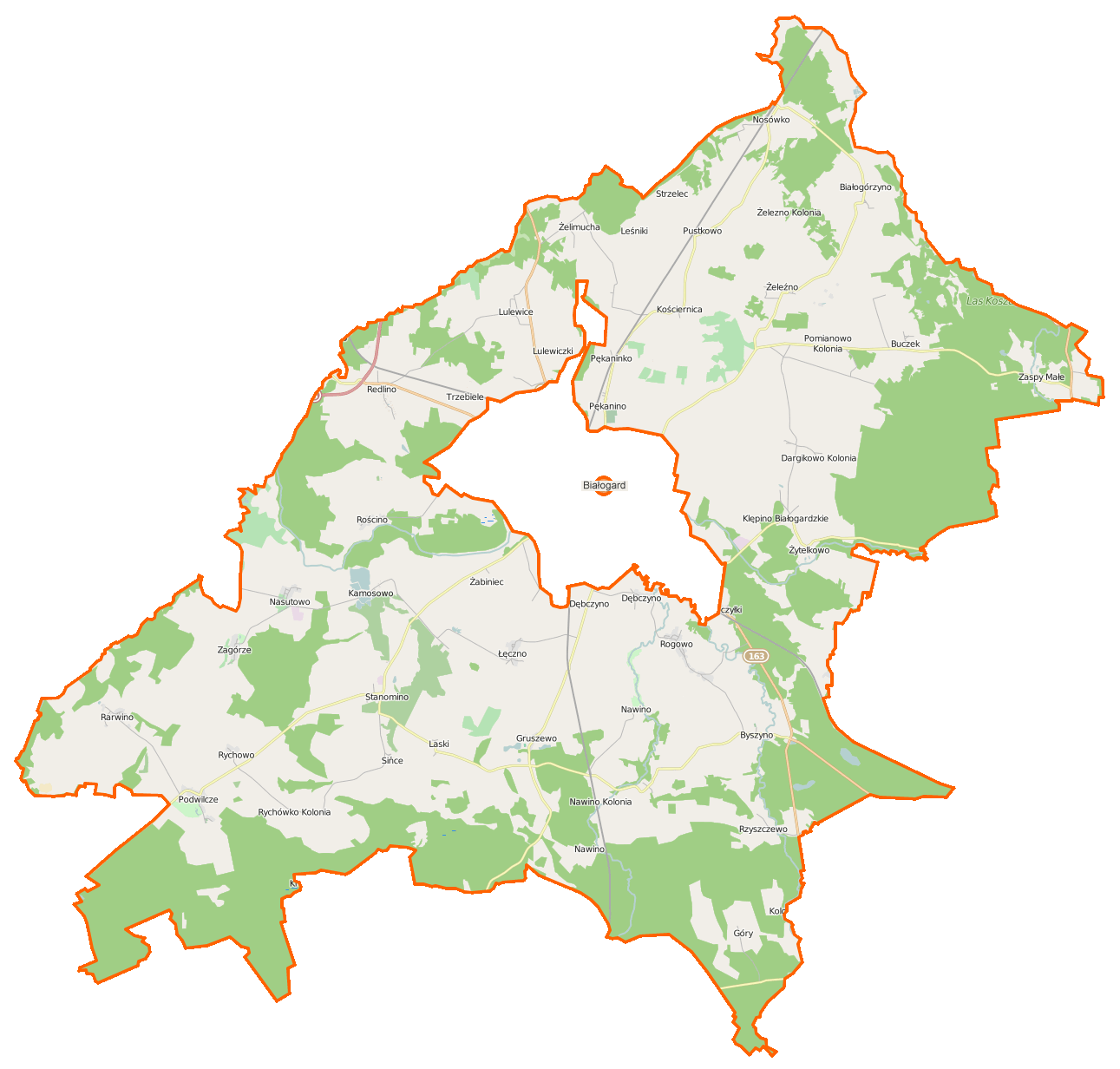
Carte de la gmina de Białogard.

## Histoire
Jusqu'en 1945, Rarfin fait partie de l'arrondissement de Belgard-sur-la-Persante (de) dans le district de Köslin, dans la province de Poméranie.

## Personnalités liées à la ville
- Franz Woken (1685-1734), historien.